# 义路镇
义路镇，是中华人民共和国四川省南充市仪陇县下辖的一个乡镇级行政单位。2019年9月，撤销合作乡和义门乡，将其所属行政区域划归义路镇管辖。

## 行政区划
义路镇下辖以下地区：
双路社区、金石头村、粉房坝村、奉恩寺村、大岚山村、青春堰村、钟呈寨村、青天院村、场沟村、龙呈寨村和白沙坎村、大柏垭村、棕垭子村、五龙桥村、转包河村、佛国庵村、白家梁村、黄家桥村、罗花山村、麻塘湾村和龚家沟村、太子岩村、关门堰村、子游寺村、坳盘寨村、小垭口村、柳家沟村和安家坝村。